# اویرک
اویرک، روستایی از توابع بخش رودبار شهرستان شهرستان قزوین در استان قزوین ایران است. مردم اویرک به مراغی که از گویش‌های زبان تاتی است، سخن می‌گویند.

## جمعیت
این روستا در دهستان رودبار محمد زمانی قرار دارد و براساس سرشماری مرکز آمار ایران در سال ۱۳۸۵، جمعیت آن ۱۲۱۵ نفر (۲۱۵ خانوار) بوده‌است.